# La Duchesse de Berry
La Duchesse de Berry est un téléfilm français réalisé par Jacques Trébouta, diffusé en 1971.

## Synopsis
Ce téléfilm raconte la folle équipée de la duchesse de Berry lorsqu'elle tenta en 1832, au nom de son fils, de soulever le peuple français contre le roi Louis-Philippe.

## Fiche technique
- Scénario : Georges Bordonove

Ce téléfilm a été tourné en partie à Saint-James, Saint-Malo, Dinan, dans le département de la Manche, et au château de la Paluelle.

## Distribution
- Martine Sarcey : la duchesse
- Jean-Pierre Kérien : Mesnard
- Bernard Rousselet : Guibourg
- Jean-Paul Tribout : Deutz
- Jean-François Poron : Charette
- Daniel Le Roy : Goulaine
- Maurice Bourbon : Goyon
- Victor Garrivier : Landreau
- Jean Berger : Berryer
- Paul Rieger : Bourmont
- Catherine Hubeau : Eulalie de Kersabiec
- Jacques Dannoville : Louis-Philippe
- Maurice Vallier : Thiers
- Jean Franval : le commissaire Joly
- Yvon Sarray : le Général Dermoncourt
- Jacques Rispal et André Julien : les deux gendarmes
- Claude Confortes et Jean-François Robert : deux soldats
- François Mosser : un compagnon de Madame
- Frédéric Santaya : un émissaire
- Jean Fouasse : Deniaud
- Béatrice Costantini : une servante
- Jean-Picard : un berger
- Chantal Fourmeaux : une lavandière